# 小行星19528
小行星19528（19528 Delloro）是一颗绕太阳运转的小行星，为主小行星带小行星。该小行星于1999年4月4日发现。

## 轨道参数
小行星19528的轨道半长轴为3.1780560 UA，离心率为0.142。